# Mycterophora monticola
Mycterophora monticola är en fjärilsart som beskrevs av George Duryea Hulst 1896. Mycterophora monticola ingår i släktet Mycterophora och familjen nattflyn. Inga underarter finns listade i Catalogue of Life.